# 쇳빛부전나비
쇳빛부전나비(Ahlbergia ferrea)는 부전나비과에 속한 나비이다. 제주도를 제외한 한반도 전역, 러시아 극동, 중국 북동부, 일본에 분포한다. 한국어 이름은 석주명(1947:7)이 붙인 것이며 쇠빛부전나비라는 표기도 쓰인 적이 있다. 북한명은 쇳빛숫돌나비이다.

## 특징
날개편 길이 26-27mm로 부전나비 무리 중에서 작다. 날개 윗면의 중앙에는 금속성 청람색을 띠고, 테두리는 흑청색을 띤다. 날개 아랫면은 흑갈색을 띠며, 중앙부에는 불규칙한 가는 흰색 띠가 있다. 수컷은 앞날개 윗면 중실 위쪽에 장타원형의 회갈색의 성표가 있으며, 암컷은 날개 윗면의 청람색 부위가 넓게 발달한다. 뒷날개 내연각 부위의 돌출이 근연종인 북방쇳빛부전나비에 비해 미약하다. 연 1회 봄에만 발생하며, 4월부터 5월에 걸쳐 나타난다. 번데기로 월동한다. 활발하고 민첩하게 날아다니며, 수컷은 마른 풀 줄기 끝에 앉아 점유행동을 한다. 먹이식물은 인동과에 속하는 가막살나무, 진달래과에 속하는 진달래, 산진달래, 장미과에 속하는 사과나무, 귀룽나무, 조팝나무이다. 산지의 초지대, 산림 주변에 서식한다.

## 분류
한국에서는 1909년 Seitz가 원산 지역에서 Satsuma frivaldskyi [sic] ferrea로 기록한 것이 최초이며, Lycaena, Satsuma, Callophrys속의 종으로 취급되기도 하였다. Shinpei & Bae(1998)는 Ahlbergia korea를 ferrea의 동물이명(synonym)으로 정리하였으나, Ahlbergia korea를 ferrea의 아종으로 취급하자는 견해가 있다(김성수, 2006: 48). 그러나 Tuzov et al., (2000: 119), Savela (2008)에서는 Ahlbergia korea (Loc. Korea, Amur and Ussuri region, NE. China)와 Ahlbergia ferrea (Loc. Japan)를 각각의 독립된 종으로 취급하고 있어 이들 종들에 대한 재검토가 필요하다. 또한 속명 적용은 Johnson(1992)과 Tuzov et al. (2000)에 따랐으나, Gorbunov (2001) 등은 여전히 Callophrys 속으로 취급하고 있기도 하다.

## 이름
석주명은 《조선나비이름의 유래기》에서 쇳빛부전나비의 날개 아랫면이 쇳빛(鐵色)이므로 그런 이름을 붙였다고 설명하였다. 라틴어 학명의 ferrea 또한 쇳빛이라는 뜻이다.